# ترکیب هوسلر
ترکیبات هوسلر بین فلزات مغناطیسی با ساختار کریستالی مکعبی رو به مرکز و ترکیبی از XYZ (نیمه هوسلر) یا X2YZ (هوسلرهای کامل) هستند، که در آن X و Y فلزات واسطه هستند و Z در بلوک p است. این اصطلاح از نام مهندس معدن و شیمیدان آلمانی فردریش هوسلر گرفته شده‌است که در سال ۱۹۰۳ چنین ترکیبی (Cu2MnAl) را مطالعه کرد. بسیاری از این ترکیبات خواص مربوط به اسپینترونیک را نشان می‌دهند، مانند مقاومت مغناطیسی، تغییرات اثر هال، فرو مغناطیس، ضد فرو و آهن، نیمه فلزی و نیمه فلزی، نیمه رسانایی با قابلیت فیلتر چرخشی، ابررسانایی، ساختار نوار توپولوژیکی و به‌طور فعال مورد مطالعه قرار می‌گیرند. مواد ترموالکتریک. مغناطیس آن‌ها از مکانیزم تبادل دوگانه بین یون‌های مغناطیسی همسایه ناشی می‌شود. منگنز که در مرکز بدنه ساختار مکعبی قرار دارد، یون مغناطیسی‌ای است که در اولین ترکیب هوسلر کشف شده بود. (برای جزئیات بیشتر در مورد این‌که چرا این اتفاق می‌افتد ، منحنی بته- اسلاتر را ببینید).

## سبک‌های نوشتن فرمول شیمیایی
بسته به زمینه ادبیات مورد بررسی، ممکن است با همان ترکیبی که با فرمول‌های شیمیایی مختلف به آن اشاره می‌شود، مواجه شوید. نمونه‌ای از رایج‌ترین تفاوت‌ها X2YZ در مقابل XY2Z است که در آن مرجع به دو فلز واسطه X و Y در ترکیب مبادله می‌شود. قرارداد سنتی X2YZ از تفسیر هوسلر به عنوان مواد بین فلزی ناشی می‌شود و معمولاً در ادبیات مطالعه کاربردهای مغناطیسی ترکیبات هوسلر استفاده می‌شود. از طرف دیگر، قرارداد XY2Z بیشتر در مواد ترموالکتریک و کاربردهای رسانای شفاف استفاده می‌شود که در آن‌ها هوسلرهای نیمه هادی (اکثر نیمه هوسلرها نیمه هادی هستند) استفاده می‌شود. این قرارداد، که در آن چپ‌ترین عنصر جدول تناوبی اول است، از تفسیر Zintl از ترکیبات نیمه رسانا استفاده می‌کند که در آن فرمول شیمیایی XY2Z به ترتیب افزایش الکترونگاتیوی نوشته شده‌است. در ترکیبات معروفی مانند Fe2VAl که از نظر تاریخی به عنوان فلز (نیمه فلزی) در نظر گرفته می‌شدند، اما به تازگی نشان داده شده‌اند که نیمه هادی‌های با شکاف کوچک هستند، ممکن است هر دو سبک مورد استفاده قرار گیرند. در مقاله حاضر ممکن است گاهی اوقات ترکیبات نیمه هادی به سبک XY2Z نام برده شوند.

## هوسلر «خارج از استوکیومتری»
اگرچه به‌طور سنتی تصور می‌شد که در ترکیبات XYZ و X2YZ تشکیل می‌شود، مطالعات منتشر شده پس از سال ۲۰۱۵ ترکیبات هوسلر را در ترکیبات غیر معمول مانند XY0.8Z و X1.5YZ کشف و به‌طور قابل اعتمادی پیش‌بینی می‌کنند. علاوه بر این ترکیبات سه‌تایی، ترکیبات هوسلر چهارتایی به نام دو نیمه هوسلر X2YY'Z2 (مثلا Ti2FeNiSb2) و نیمه‌هوسلر سه‌گانه X2X'Y3Z3 (برای مثال Mg2VNi3Sb3) نیز کشف شده‌است. علاوه بر این، LiXYZ چهارتایی مبتنی بر لیتیوم از محاسبات پیش‌بینی شده‌است. این «خارج از استوکیومتری» (خارج از استوکیومتری در اینجا به انحراف آن‌ها از ترکیبات شناخته شده XYZ و X2YZ اشاره دارد. اگرچه، این‌ها ترکیباتی با استوکیومتری‌های جدید هستند) هوسلرها معمولاً نیمه هادی هستند و در دمای پایین T=0K در استوکیومتری‌ها به‌طور نامساعدی با پیکربندی متعادل ظرفیتشان قابل شناسایی هستند. با این حال، ترکیبات پایدار و خواص الکتریکی مربوطه، می‌توانند به دما کاملاً حساس باشند. دمای انتقال نظم-اختلال در این ترکیبات غیر استوکیومتری نیز اغلب می‌تواند زیر دمای اتاق رخ دهد. مقادیر زیاد عیب‌ها در مقیاس اتمی در هوسلرهای غیراستوکیومتری به آن‌ها کمک می‌کند تا رسانایی حرارتی بسیار پایینی داشته باشند و آن‌ها را برای کاربردهای ترموالکتریک مطلوب کنند. ترکیب نیمه هادی X1.5YZ توسط فلز واسطه X که نقشی دوگانه (دهنده الکترون و همچنین گیرنده) در ساختار بازی می‌کند، تثبیت می‌شود.

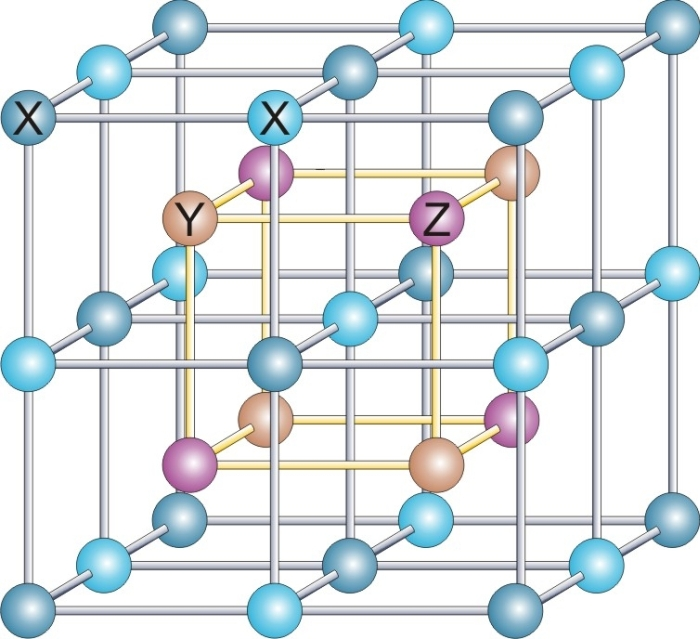
در مورد ترکیبات کامل هوسلر با فرمول X_{2}YZ (به عنوان مثال، Co_{2}MnSi) دو تا از آن‌ها توسط اتم‌های X (ساختار L2_{1}) اشغال می‌شوند، برای ترکیبات نیمه هوسلر XYZ یک زیرشبکه fcc خالی می‌ماند (ساختار C1_{b}).

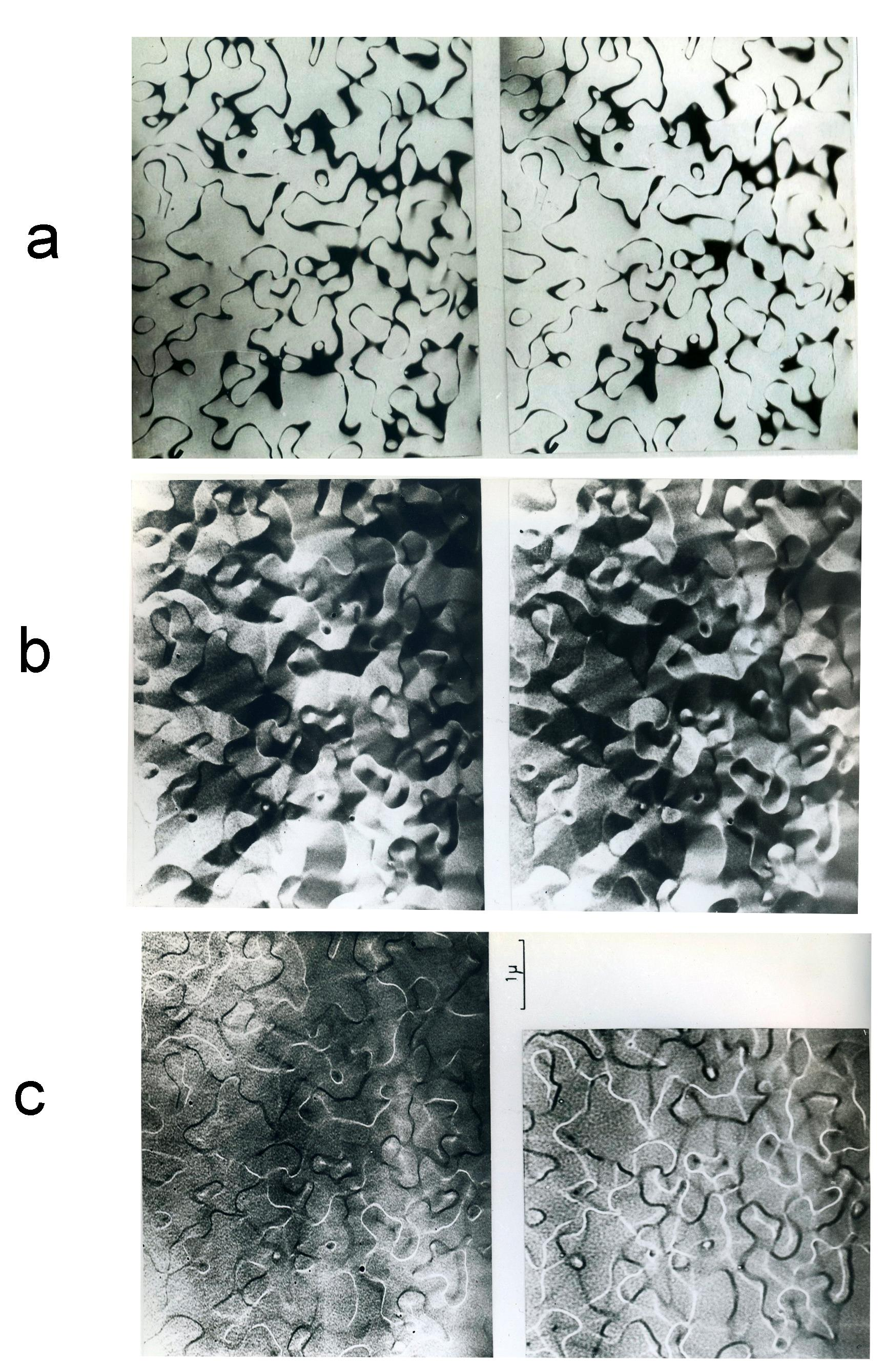
تصاویر میکروسکوپ الکترونی از ترکیب Cu-Mn-Al Heusler که دیواره‌های حوزه مغناطیسی متصل به مرزهای آنتی فاز APB (a) L2_{1} را با تصویربرداری میدان تاریک <۱۱۱> نشان می‌دهد - میکروگراف‌های باقی‌مانده در میدان روشن هستند به طوری که APBها متضاد نیستند. (ب) حوزه‌های مغناطیسی توسط تصویربرداری فوکو (دیافراگم جابجا شده) و (ج) دیواره‌های حوزه مغناطیسی توسط تصویربرداری فرنل (عدم فوکوس).

## خواص مغناطیسی
مطالعات اولیه ترکیب هوسلر کامل Cu2MnAl دارای خواص زیر است. خاصیت مغناطیسی آن به‌طور قابل توجهی با عملیات حرارتی و ترکیب متفاوت است. القای اشباع دمای اتاق حدود ۸۰۰۰ گاوس است که از عنصر نیکل (حدود ۶۱۰۰ گاوس) بیشتر است اما از آهن (حدود ۲۱۵۰۰ گاوس) کوچک‌تر است. برای مطالعات اولیه به مراجعه کنید. در سال ۱۹۳۴، بردلی و راجرز نشان دادند که فاز فرومغناطیسی دمای اتاق یک ساختار کاملاً منظم از نوع L21 Strukturbericht است. این نوع دارای یک شبکه مکعبی اولیه از اتم‌های مس با سلول‌های متناوب با منگنز و آلومینیوم است. پارامتر شبکه ۵٫۹۵ Å است. آلیاژ مذاب دارای دمای جامدوس در حدود ۹۱۰ درجه سانتیگراد است. همان‌طور که زیر این دما سرد می‌شود، به فاز بتای مکعبی نامنظم، جامد و بدن محور تبدیل می‌شود. زیر ۷۵۰ درجه سانتیگراد، یک شبکه مرتب شده B2 با یک شبکه مسی مکعبی اولیه تشکیل می‌شود که توسط یک زیرشبکه منگنز-آلومینیوم بی‌نظم در مرکز بدن قرار دارد. خنک‌کننده زیر ۶۱۰ درجه سانتی‌گراد باعث مرتب شدن بیشتر شبکه فرعی منگنز و آلومینیوم به شکل L21 می‌شود. در آلیاژهای غیر استوکیومتری، دمای سفارش کاهش می‌یابد و دامنه دمای بازپخت، در جایی که آلیاژ ریز رسوب تشکیل نمی‌دهد، نسبت به مواد استوکیومتری کوچک‌تر می‌شود.
اوگسلی مقدار ۳۵۷ درجه سانتی‌گراد را برای دمای کوری پیدا کرد، که در زیر آن ترکیب فرومغناطیسی می‌شود. پراش نوترون و سایر تکنیک‌ها نشان داده‌اند که یک گشتاور مغناطیسی از حدود ۳٫۷ مگنتون بور تقریباً تنها بر روی اتم‌های منگنز قرار دارد. از آن‌جایی که این اتمها ۴٫۲ Å از هم فاصله دارند، برهمکنش تبادلی که اسپین‌ها را هم تراز می‌کند، احتمالاً غیرمستقیم است و از طریق الکترون‌های رسانا یا اتم‌های آلومینیوم و مس انجام می‌شود.
مطالعات میکروسکوپ الکترونی نشان داد که مرزهای ضدفاز حرارتی (APBs) در طول خنک‌سازی از طریق دماهای سفارشی شکل می‌گیرند، زیرا دامنه‌های مرتب شده در مراکز مختلف درون شبکه بلوری هسته‌ای می‌شوند و اغلب در جایی که به هم می‌رسند با یکدیگر خارج می‌شوند. حوزه‌های ضد فاز با بازپخت شدن آلیاژ رشد می‌کنند. دو نوع APB مربوط به نوع B2 و L21 وجود دارد. در صورت تغییر شکل آلیاژ، APBها نیز بین نابجاییها تشکیل می‌شوند. در APB اتم‌های منگنز نزدیک‌تر از قسمت عمده آلیاژ و برای آلیاژهای غیر استوکیومتری با مس اضافی (مثلاً Cu2.2MnAl0.8)، یک لایه ضد فرومغناطیسی روی هر APB حرارتی تشکیل می‌شود. این لایه‌های ضد فرومغناطیسی به‌طور کامل جایگزین ساختار حوزه مغناطیسی معمولی می‌شوند و اگر با بازپخت آلیاژ رشد کنند با APBها باقی می‌مانند. این به‌طور قابل توجهی خواص مغناطیسی آلیاژ غیر استوکیومتری را نسبت به آلیاژ استوکیومتری که دارای ساختار دامنه طبیعی است تغییر می‌دهد. احتمالاً این پدیده به این واقعیت که منگنز خالص یک ضد فرومغناطیس است مربوط می‌شود، اگرچه مشخص نیست که چرا این اثر در آلیاژ استوکیومتری مشاهده نمی‌شود. اثرات مشابهی در APBها در آلیاژ فرومغناطیسی MnAl در ترکیب استوکیومتری آن رخ می‌دهد.
برخی از ترکیبات هوسلر نیز خواص موادی به نام آلیاژهای حافظه دار فرومغناطیسی را نشان می‌دهند. این‌ها به‌طور عمده از نیکل، منگنز و گالیم تشکیل شده‌اند و می‌توانند طول خود را تا ۱۰ درصد در میدان مغناطیسی تغییر دهند.

## ویژگی‌های مکانیکی
درک خاصیت‌های مکانیکی ترکیبات هوسلر برای کاربردهای حساس به دما (مانندترموالکتریک) که برخی از زیر کلاس‌های ترکیبات هوسلر برای آن‌ها استفاده می‌شوند، بسیار مهم است. با این حال، مطالعات تجربی به ندرت در ادبیات دیده می‌شود. در واقع، تجاری کردن این ترکیبات به دلیل توانایی این ماده برای انجام چرخه حرارتی شدید و مکرر و مقاومت در برابر ترک ناشی از ارتعاشات محدود شده‌است. یک معیار مناسب برای مقاومت در برابر ترک، چقرمگی ماده است که معمولاً با یکی دیگر از ویژگی‌های مهم مکانیکی یعنیمقاومت مکانیکی، معکوس می‌شود. در این بخش، ما مطالعات تجربی و محاسباتی موجود در مورد خاصیت‌های مکانیکی آلیاژهای هوسلر را برجسته می‌کنیم. توجه داشته باشید که خاصیت‌های مکانیکی چنین دسته‌ای از مواد از نظر ترکیبی متنوع، انتظار می‌رود که به ترکیب شیمیایی خود آلیاژها بستگی داشته باشد، و بنابراین تشخیص روند خواص مکانیکی بدون مطالعه موردی دشوار است.
مقدارهای مدول الاستیک آلیاژهای نیمه هوسلر از ۸۳ تا ۲۰۷ گیگا پاسکال متغیر است، در حالی که مدول توده‌ای محدوده محدودتری از ۱۰۰ گیگا پاسکال در HfNiSn تا ۱۳۰ گیگا پاسکال در TiCoSb دارد. مجموعه‌ای از محاسبات مختلف تئوری تابعی چگالی (DFT) نشان می‌دهد که پیش‌بینی می‌شود که ترکیبات نیمه‌هوسلر نسبت به آلیاژهای هوسلر چهارتایی، کامل و معکوس دارای مدول الاستیک، برشی و حجمی کمتری باشند. DFT همچنین کاهش مدول الاستیک با دما در Ni2XAl (X=Sc, Ti, V) و همچنین افزایش سفتی با فشار را پیش‌بینی می‌کند. کاهش مدول نسبت به دما نیز در TiNiSn ,ZrNiSn و HfNiSn مشاهده می‌شود که ZrNiSn بیشترین مدول و Hf کمترین مدول را دارد. این پدیده را می‌توان با این واقعیت توضیح داد که مدول الاستیک با افزایش جدایی بین اتمی کاهش می‌یابد: با افزایش دما، ارتعاشات اتمی نیز افزایش می‌یابد و در نتیجه در جدایی بین اتم‌ها تعادل بیشتری ایجاد می‌شود.
استحکام مکانیکی نیز به ندرت در ترکیبات هوسلر مورد مطالعه قرار می‌گیرد. یک مطالعه نشان داده‌است که در خارج از استوکیومتری Ni2، ماده به حداکثر مقاومت ۴۷۵ مگاپاسکال در ۷۷۳ کلوین می‌رسد که به شدت به زیر ۲۰۰ مگاپاسکال در ۹۷۳ کلوین کاهش می‌یابد. از فضای ترکیب سه تایی Ni-Mn-Sn دارای حداکثر مقاومت فشاری حدود ۲۰۰۰ مگاپاسکال با تغییر شکل پلاستیک تا ۵٪ بود. با این حال، افزودن ایندیم به آلیاژ سه تایی Ni-Mn-Sn نه تنها تخلخل نمونه‌ها را افزایش می‌دهد، بلکه مقاومت فشاری را تا ۵۰۰ مگاپاسکال کاهش می‌دهد. از این مطالعه مشخص نیست که چه درصدی از افزایش تخلخل ناشی از افزودن ایندیم باعث کاهش استحکام می‌شود. توجه داشته باشید که این برخلاف نتیجه مورد انتظار از تقویت محلول جامد است، جایی که افزودن ایندیم به سیستم سه تایی حرکت نابجایی را از طریق برهمکنش نابجایی-املاح کند می‌کند و متعاقباً استحکام ماده را افزایش می‌دهد.
چقرمگی شکست را نیز می‌توان با اصلاحات ترکیب تنظیم کرد. به عنوان مثال، میانگین چقرمگی Ti1−x(Zr, Hf)xNiSn از 1.86 MPa m1/2 تا 2.16 MPa m1/2 است که با محتوای Zr/Hf افزایش می‌یابد. آماده‌سازی نمونه‌ها ممکن است بر چقرمگی شکست اندازه‌گیری شده تأثیر بگذارد، اما همان‌طور که O'Connor و همکاران توضیح داده‌اند. در مطالعه آن‌ها، نمونه‌هایی از Ti0.5Hf0.5Co0.5Ir0.5Sb1−xSnx با استفاده از سه روش مختلف تهیه شد: واکنش حالت جامد در دمای بالا، آسیاب گلوله‌ای با انرژی بالا، و ترکیبی از هر دو. این مطالعه چقرمگی شکست بالاتری را در نمونه‌های تهیه‌شده بدون مرحله آسیاب گلوله‌ای با انرژی بالا از ۲٫۷ مگاپاسکال بر متر1/2 تا ۴٫۱ مگاپاسکال در مترمربع، در مقایسه با نمونه‌هایی که با آسیاب گلوله‌ای ۲٫۲ مگاپاسکال بر متر1/2 به تهیه شده بودند، نشان داد. ۳٫۰ مگاپاسکال متر1/2. چقرمگی شکست به آخال‌ها و ترک‌های موجود در مواد حساس است، بنابراین مطابق انتظار به آماده‌سازی نمونه بستگی دارد.

## ترموالکتریک نیمه هوسلر

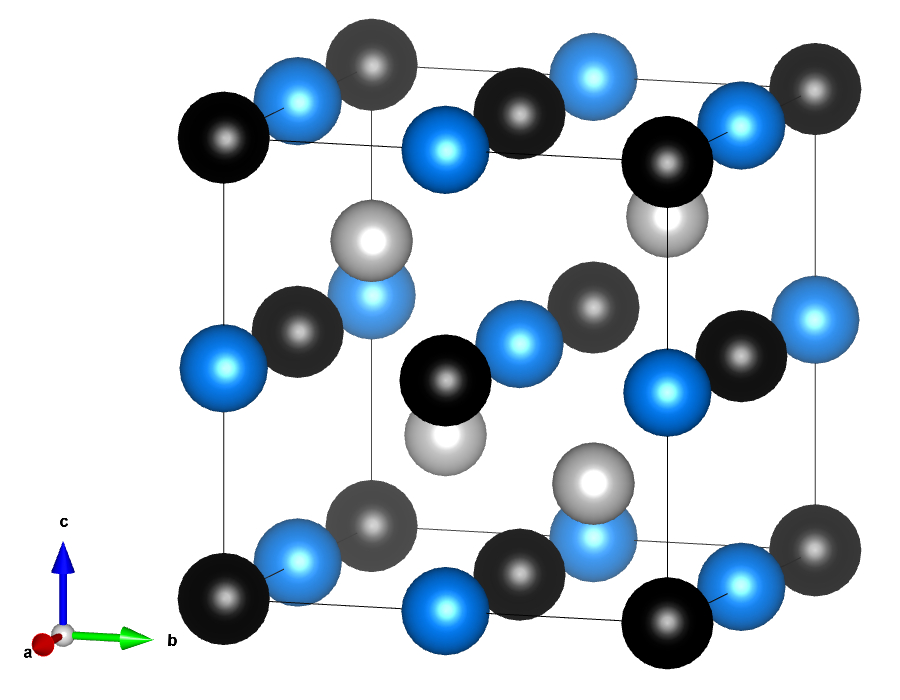
شماتیک یک ترموالکتریک HH. X و Z دارای اختلاف الکترونگاتیوی بزرگتری هستند و زیرشبکه یونی از نوع NaCl تشکیل می‌دهند در حالی که Y و Z از زیرشبکه کووالانسی از نوع ZnS تشکیل می‌دهند.

ترکیبات نیمه هوسلر دارای خاصیت‌های متمایز و قابلیت تنظیم بالا هستند که این کلاس را به عنوان مواد ترموالکتریک بسیار امیدوارکننده می‌کند. یک مطالعه پیش‌بینی کرده‌است که می‌تواند تا ۴۸۱ ترکیب نیمه‌هوسلر پایدار با استفاده از محاسبات اولیه با توان عملیاتی بالا همراه با تکنیک‌های یادگیری ماشین وجود داشته باشد. ترکیبات نیمه هوسلر خاص مورد علاقه به عنوان مواد ترموالکتریک (گروه فضایی) ترکیبات سه تایی نیمه هادی با فرمول کلی XYZ هستند که در آن X یک فلز واسطه الکترومثبت‌تر است (مانند Ti یا Zr), Y یک فلز واسطه با الکترومثبت کمتر است (مانند Ni یا Co)، و Z عنصر اصلی گروه سنگین است (مانند Sn یا Sb). این گستره منعطف انتخاب عنصر به ترکیب‌های مختلف اجازه می‌دهد تا فاز نیمه هوسلر را تشکیل دهند و طیف متنوعی از خواص مواد را ممکن می‌سازد.
مواد ترموالکتریک نیمه‌هوسلر مزایای مشخصی نسبت به بسیاری از مواد ترموالکتریک دیگر دارند. سمی بودن کم، عنصر ارزان قیمت، خواص مکانیکی قوی، و پایداری حرارتی بالا، ترموالکتریک نیمه هوسلر را به گزینه‌ای عالی برای کاربرد دمای متوسط بالا تبدیل می‌کند. با این حال، هدایت حرارتی بالا، که ذاتی ساختار HH بسیار متقارن است، HH ترموالکتریک را به‌طور کلی کمتر از سایر کلاس‌های مواد TE کرده‌است. بسیاری از مطالعات بر روی بهبود ترموالکتریک HH با کاهش رسانایی حرارتی شبکه متمرکز شده‌اند و zT > 1 بارها و بارها ثبت شده‌است.
| فهرست ترکیبات نیمه هوسلر رایج                               | فهرست ترکیبات نیمه هوسلر رایج                               |
| ----------------------------------------------------------- | ----------------------------------------------------------- |
| نوع p                                                       | نوع n                                                       |
| {\displaystyle X_{V}FeSb}{\displaystyle (X_{V}=V,Nb,Ta)}    | {\displaystyle X_{IV}CoSb}{\displaystyle (X_{IV}=Ti,Zr,Hf)} |
| {\displaystyle ZrCoBi}                                      | {\displaystyle X_{IV}NiSn}{\displaystyle (X_{IV}=Ti,Zr,Hf)} |
| {\displaystyle X_{IV}CoSb}{\displaystyle (X_{IV}=Ti,Zr,Hf)} | {\displaystyle X_{V0.8}CoSb}{\displaystyle (X_{V}=V,Nb,Ta)} |

## هوسلر فرومغناطیسی نیمه فلزی
فرومغناطیس‌های نیمه فلزی در یک کانال اسپینی رفتار فلزی و در کانال اسپینی دیگر رفتار عایق از خود نشان می‌دهند. اولین نمونه فرومغناطیس‌های نیمه فلزی هوسلر برای اولین بار توسط د گروت و همکاران با مورد NiMnSb مورد بررسی قرار گرفت. نیمه فلزی گه منجر به قطبی شدن کامل الکترون‌های رسانا می‌شود؛ بنابراین فرومغناطیس‌های نیمه فلزی برای کاربردهای اسپینترونیک امیدوارکننده هستند.

## فهرست ترکیبات هوسلر قابل توجه
- Cu 2 MnAl, Cu 2 MnIn, Cu 2 MnSn
- Ni 2 MnAl, Ni 2 MnIn, Ni 2 MnSn, Ni 2 MnSb, Ni 2 MnGa
- Co 2 MnAl, Co 2 MnSi, Co 2 MnGa, Co 2 MnGe, Co 2 NiGa
- Pd 2 MnAl, Pd 2 MnIn, Pd 2 MnSn, Pd 2 MnSb
- Co 2 FeSi, Co 2 FeAl[۵۱]
- Fe 2 VAl
- Mn 2 VGa, Co 2 FeGe[۵۲]
- Co 2 Cr x Fe 1−x X (X=Al, Si)[۵۳]

## بیشتر خواندن
- G. Sauthoff: Intermetallics, Wiley-VCH, Weinheim 1995, S. 83 u. 90.
- Block, T; Carey, M. J; Gurney, B. A; Jepsen, O (2004). "Band-structure calculations of the half-metallic ferromagnetism and structural stability of full- and half-Heusler phases". Physical Review B. 70 (20): 205114. Bibcode:2004PhRvB..70t5114B. doi:10.1103/PhysRevB.70.205114.
- Webster, Peter J (1969). "Heusler alloys". Contemporary Physics. 10 (6): 559–577. Bibcode:1969ConPh..10..559W. doi:10.1080/00107516908204800.